# Ecopista do Minho

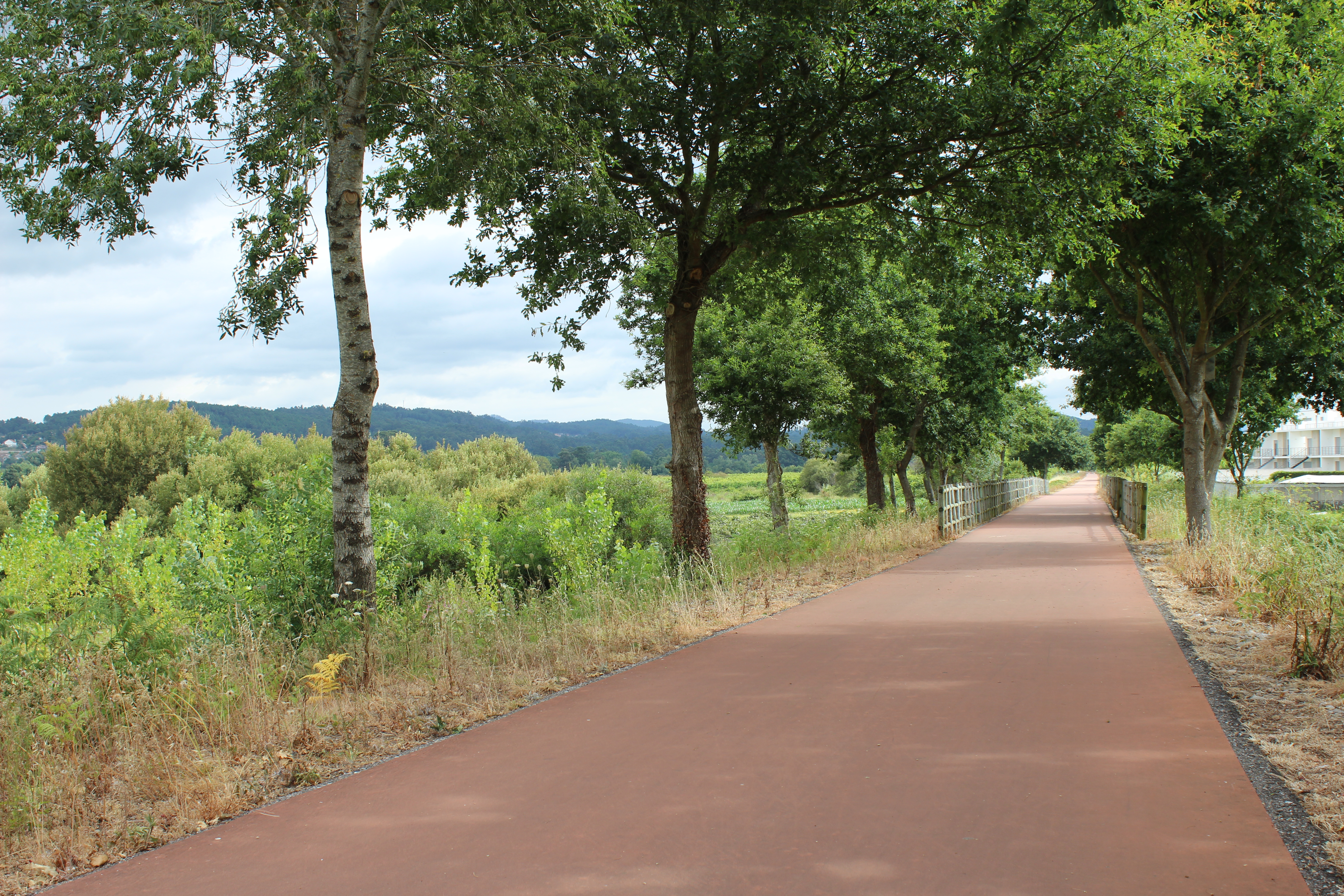
Ecopista do Minho próximo de Ganfei

A ecopista do Rio Minho é uma ecopista em Portugal entre Valença e Monção. O percurso tem aproximadamente 15 km de extensão e segue o traçado do desativado Ramal de Monção ao longo da margem do rio Minho.
O primeiro troço do Apeadeiro de Cortes, em Monção, à ponte seca, em Valença, foi inaugurado no dia 14 de novembro de 2004.
Mais tarde chegou ao Parque da Lodeira, junto à ponte internacional, e numa fase posterior, ao centro histórico de Monção, com entrada pela Porta de Salvaterra.